# Change (Lisa Stansfield)
Change è un singolo del 1991 della cantautrice britannica Lisa Stansfield estratto dall'album Real Love.

## Classifiche
| Classifica (1991/92)             | Posizione massima |
| -------------------------------- | ----------------- |
| Australia                        | 21                |
| Austria                          | 24                |
| Belgio (Fiandre)                 | 6                 |
| Canada                           | 10                |
| Francia                          | 30                |
| Germania                         | 13                |
| Irlanda                          | 17                |
| Italia                           | 2                 |
| Nuova Zelanda                    | 20                |
| Paesi Bassi                      | 7                 |
| Regno Unito                      | 10                |
| Spagna                           | 6                 |
| Stati Uniti                      | 27                |
| Stati Uniti (adult contemporary) | 13                |
| Stati Uniti (dance club)         | 1                 |
| Stati Uniti (dance/electronic)   | 1                 |
| Stati Uniti (R&B)                | 12                |
| Svezia                           | 13                |
| Svizzera                         | 12                |